# Premio de Poesía Generación del 27
El Premio Internacional de Poesía Generación del 27 es un premio de poesía en lengua española convocado anualmente desde 1998 por el Centro de la Generación del 27 en la ciudad de Málaga, España.
Patrocinado por la Diputación de Málaga, es un concurso para obras inéditas, dotado con 15 000 €. El premio se entrega en un acto ante los medios de comunicación celebrado en el Centro Cultural Provincial. El Jurado está formado por tres personalidades del mundo literario: por el ganador de la edición anterior, por el director del Centro Cultural de la Generación del 27 y por el editor de la obra premiada.

## Ganadores
- 1998: Jaime Siles, con Himnos tardíos.
- 1999: Ángel García López, con Mitologías.
- 2000: Luis Muñoz, con Correspondencias.
- 2001: Juan Antonio González Iglesias, con Un ángulo me basta.
- 2002: Gioconda Belli, con Mi íntima multitud.
- 2003: Lorenzo Oliván, con Libro de los elementos.
- 2004: Luis Antonio de Villena, con Los gatos príncipes.
- 2005: Benjamín Prado, con Marea humana.
- 2006: Carlos Pardo, con Echado a perder.
- 2007: Aurora Luque, con La siesta de Epicuro.
- 2008: Álvaro Salvador, con La canción del outsider.
- 2009: Eduardo Chirinos, con Mientras el lobo está.
- 2010: Antonio Jiménez Millán, con Clandestinidad.[2]
- 2011: Josep M. Rodríguez, con Arquitectura yo.
- 2012: José María Micó, con Caleidoscopio.
- 2013: Francisco Ruiz Noguera, con La gruta y la luz.
- 2014: Manuel Vilas, con El hundimiento.
- 2015: Vicente Gallego, con Ser el canto.
- 2016: Piedad Bonnett, con Los habitados.
- 2017: Trinidad Gan, con El tiempo es un león de montaña.
- 2018: Antonio Manilla, con Suavemente rivera.[3]
- 2019: Antonio Lucas, con Los desnudos.[4]
- 2020: Álvaro Galán Castro, con Plenitud y vacío.[5]
- 2021: Marcos Díez, con Belleza sin nosotros.[6]
- 2022: Pedro Flores, con Los gorriones contrarrevolucionarios.[7]
- 2023: Raquel Lanseros, con El sol y las otras estrellas. [8]
- 2024: Andrés García Cerdán, con El gran amor. [9]